# 匈雅提·亚诺什
匈雅提·亚诺什（匈牙利語：Hunyadi János；克羅地亞語：Janko Hunjadi，塞爾維亞語：Сибињанин Јанко，羅馬化：Sibinjanin Janko，羅馬尼亞語：Ioan de Hunedoara；約1406年—1456年8月11日），特兰西瓦尼亚总督、匈牙利王国大将军和摄政，马加什一世之父，受國民讚譽的民族英雄。匈雅提是15世紀中歐和東南歐的重要的軍事和政治人物。根據大多數當代資料，他是瓦拉幾亞血統的貴族家庭的成員。他在遭受奧斯曼帝國襲擊的匈牙利王國南部邊境地區掌握了軍事技能。1441年，他被任命為特蘭西瓦尼亞總督和南部一些伯國的領袖，負責保衛邊境。
1439年，匈雅提在賽曼德雷沃擊敗土耳其軍隊，由此進入了匈牙利的政治中心。同年，國王阿爾布雷希特病逝，他經過一系列政治鬥爭，成為了匈牙利的攝政。執政後，他排解貴族之間的對立，收拾混亂的局面，又進行卓越的軍事改革。他雇用捷克的胡斯派傭兵，組建堅固的車營和車陣，引入傭兵當作軍官，將馬車用於軍事目的。而車營裡的士兵主要使用槍炮等火器，負責維持戰線；其外他重整民兵體系，徵召地方的農民作守土民兵（民兵雖不是精銳前鋒，但可以做為戰場的多數群眾），他提倡義大利的民兵訓練，並且鼓勵馬札爾人重組過去的輕騎兵，逐步增強臨時兵源的素質；且盡可能雇用西歐的騎士，他們的衝擊力道勝過東歐騎兵，板金甲冑足以抵擋大部分的攻擊。這些改革締造他在1440年代前期對鄂圖曼土耳其的多次勝利。他在1443-44年成功穿越巴爾干山脈的“長距戰鬥”確立了他作為大將軍的聲譽，雖然這也因1444年的瓦爾納戰役和1448年的第二次科索沃戰役受到了打擊。
匈雅提·亚诺什也是一位傑出的政治家。他代表前者積極參與了1440年代早期匈牙利王位的兩個宣稱者瓦迪斯瓦夫三世和未成年人拉斯洛五世的游擊隊之間的內戰。在小貴族中頗受歡迎，匈牙利議會於1445年任命他為負責管理國家事務的七位“總司令”之一，直到拉斯洛五世（當時被一致接受為國王）成年。下一屆議會更進一步，選舉匈雅提為唯一攝政王，並擁有總督頭銜。當他在1452年辭去這個職務時，君主授予他匈牙利王國的第一個世襲頭銜（Beszterce/Bistrița的永久伯爵）。他此時已成為王國最富有的地主之一，並在國會中保持著自己的影響力，直到他去世。
1456年，匈雅提率軍成功保衛貝爾格萊德（时称南多尔费黑尔堡，Nándorfehérvár），擊敗鄂圖曼土耳其10萬大軍，挫敗了其對於東南歐的戰略意圖。在保衛貝爾格萊德期間，教皇命令歐洲教堂在中午敲響鐘聲，聚集信徒為那些戰鬥的人祈禱。基督教教堂的鐘聲在中午敲響，以紀念貝爾格萊德的勝利。這場戰爭為他帶了了空前的聲望，教宗庇護二世稱呼他為基督徒中的冠軍（拉丁語：Athleta Christi）。但匈雅提卻於當地感染十字軍營地中爆發的疾病，在戰爭勝利三個星期後的1456年8月11日死去，終年50歲。
匈雅提·亚诺什對內穩定政局，對外擊敗外敵，他對土耳其人的勝利延緩了其他們入侵匈牙利王國超過60年。由於他的聲望，他的兒子马加什一世（Matthias Corvinus）被1457年議會選舉為國王。匈雅提是研究該地區歷史的熱點人物，被當地的諸民族銘記至今。

## 骑士世家

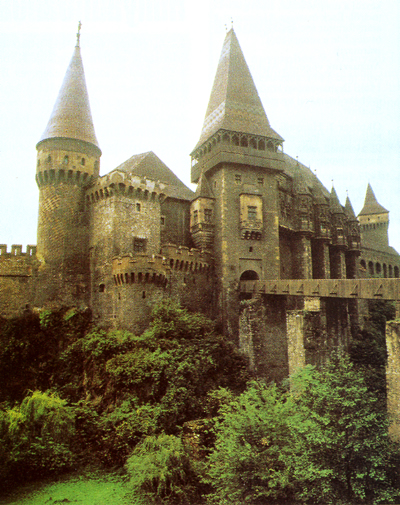
匈雅提堡（位於今羅馬尼亞西部的胡內多阿拉）的主要入口

1406年（或1390年）匈雅提出生在外西凡尼亞，家族是羅馬尼亞血統的騎士家庭。他的父親沃伊克（Voyk）本來是低級的貴族兼宮廷侍衛，但是因保衛匈牙利國王西吉斯蒙德一世（後來兼任神聖羅馬帝國皇帝）有功，被賞賜大量土地和「匈雅提堡」（今羅馬尼亞境內），匈雅提因此成為家族名稱。作為貴族子弟，匈雅提少年時每天都接受作戰訓練，並像其他年輕貴族一樣，自幼成為大貴族的侍從。長大後他先在1429年和匈牙利貴族之女伊莉莎白·西捷拉基（Erzsébet Szilágyi）結婚（育有兩子：拉底斯拉斯、馬加什），後來在1431年因匈王西吉斯蒙德的命令而成為米蘭公爵菲利波·瑪麗亞·維斯孔蒂的雇傭兵，並學習最流行的軍事技術和理論。

## 軍功發跡

### 青年时期（1420–38）
曾为匈雅提效力五年的安德烈亚斯·潘诺纽斯（Andreas Pannonius）写道，这位未来的统帅「从少年时期便习惯于忍受寒暑」。像其他年轻贵族一样，约翰·匈雅提在青年时期曾在强大权贵的宫廷中服役。然而，由于15世纪的作者们对于他的早年生活记载矛盾，因此无法确立一份确切的雇主名单。
菲利波·斯科拉里的传记作者波焦·布拉乔利尼记载，斯科拉里—作为特梅什县的事务长（Ispán），负责南方边境防务—自匈雅提幼年起便对其加以培养，暗示匈雅提大约在1420年前后曾是斯科拉里的侍童。另一方面，约翰·卡皮斯特拉诺在1456年的一封信中写道，匈雅提最初在伊洛克的尼古拉斯麾下开始了他的军事生涯。由于尼古拉斯比匈雅提至少小六岁，历史学家帕尔·恩格尔（Pál Engel）认为卡皮斯特拉诺将他与其兄弟伊洛克的斯蒂芬混淆了。最后，安东尼奥·邦菲尼记载，在匈雅提早期的生涯中，他曾在萨格勒布主教德米特尔·丘波尔（Demeter Csupor）或恰基家族门下任职。
拜占庭史学家拉奥尼科斯·哈尔科孔迪勒斯记述，年轻的匈雅提「曾在塞尔维亚专制公爵斯特凡·拉扎列维奇的宫廷中逗留过一段时间」，后者于1427年去世。匈雅提与埃尔热贝特·西拉吉的婚姻也印证了哈尔科孔迪勒斯的记载，因为埃尔热贝特的父亲瓦迪斯瓦夫在1426年前后是专制公爵的家臣（familiaris）。婚礼大约在1429年举行。
匈雅提在年轻时便进入了国王西吉斯蒙德的随从军。1431年，他随西吉斯蒙德前往意大利，并根据国王命令加入了米兰公爵、菲利波·玛丽亚·维斯孔蒂的军队。邦菲尼记载，匈雅提在公爵的军队中「服役了两年」。现代学者—如卡特里奇（Cartledge）、恩格尔（Engel）、穆列沙努（Mureşanu）和特凯（Teke）—指出，匈雅提在米兰学习了当时军事艺术的原则，包括雇佣兵的运用。
1433年末，匈雅提重新加入了已在罗马加冕为神圣罗马皇帝的西吉斯蒙德的随从军，担任「宫廷骑士」。1434年1月，他向皇帝借贷了1200枚匈牙利金币，作为抵押，西吉斯蒙德将帕皮（Papi）—位于乔纳德县的一个集镇—以及附近穆列什河渡口的一半皇家税收收入，抵押给了匈雅提及其弟弟。该交易的皇家文书称匈雅提为「瓦拉几人约翰」（即罗马尼亚人）。简言之，西吉斯蒙德还赐予了匈雅提更多领地，包括贝凯圣安德烈和霍德梅泽瓦沙尔海伊，各自包含约10个村庄。
邦菲尼还记载，匈雅提曾在一位名为「弗朗西斯·乔纳迪」（Francis Csanádi）的人随从中服役，对方「十分喜爱他，视他如亲子」。历史学家恩格尔认为，「弗朗西斯·乔纳迪」即弗兰科·塔洛瓦克，一位克罗地亚贵族及塞韦林总督，他大约在1432年前后也是乔纳德县的Ispán。恩格尔推测，从1434年10月起，匈雅提至少在这位总督的麾下服役了一年半。在此期间，他获得了塞韦林总督区中一个瓦拉几亚人区的抵押权。
1436年夏，西吉斯蒙德进入布拉格。1437年10月，他雇佣匈雅提及其50名枪骑兵为期三个月，支付了1250枚金币，暗示匈雅提当时陪同国王前往波希米亚。匈雅提似乎在此期间研究了胡斯派的战术，因为他后来运用了其中的特点，如战车阵（以战车组成的流动要塞）。
1437年12月9日，西吉斯蒙德去世；九天后，他的女婿阿尔布雷希特二世被选为匈牙利国王。历史学家特凯与恩格尔认为，匈雅提很快便返回了频繁遭受奥斯曼袭击的王国南部边境。不过，穆列沙努则认为匈雅提仍在波希米亚为阿尔布雷希特国王效力至少一年，直到1438年末。

### 造王元帥（1438–42）
1439年匈王阿爾布雷希特死時，其遺孀伊麗莎白已懷孕（隔年初生下遺腹子拉斯洛五世），但匈牙利貴族們為免王權架空且急需成年、國力強大的鄰國君王來保衛匈牙利，遂在議會上選出波蘭國王瓦迪斯瓦夫三世（17歲）繼任，在匈國稱作「烏拉斯洛一世」。烏拉斯洛國王（兼任波蘭王）任命匈雅提為外西凡尼亞總督兼王國大元帥（也成為匈牙利最大的地主），匈雅提則幫助烏拉斯洛擊敗「偽國王」──奧地利大公拉斯洛五世（1440年5月嬰兒拉斯洛被母親伊莉莎白直接立為匈王）的勢力，並獲得教宗尤金四世支持烏拉斯洛而結束內戰（雖然伊莉莎白將兒子和匈牙利聖伊什特萬皇冠帶出，逃到奧地利）。匈雅提支持烏拉斯洛的原因是他把擊敗土耳其視為自己一生的志願，希望能結合波、匈兩國的軍事力量來反擊土耳其。

## 突厥剋星

### 秋日长征（1442-44）

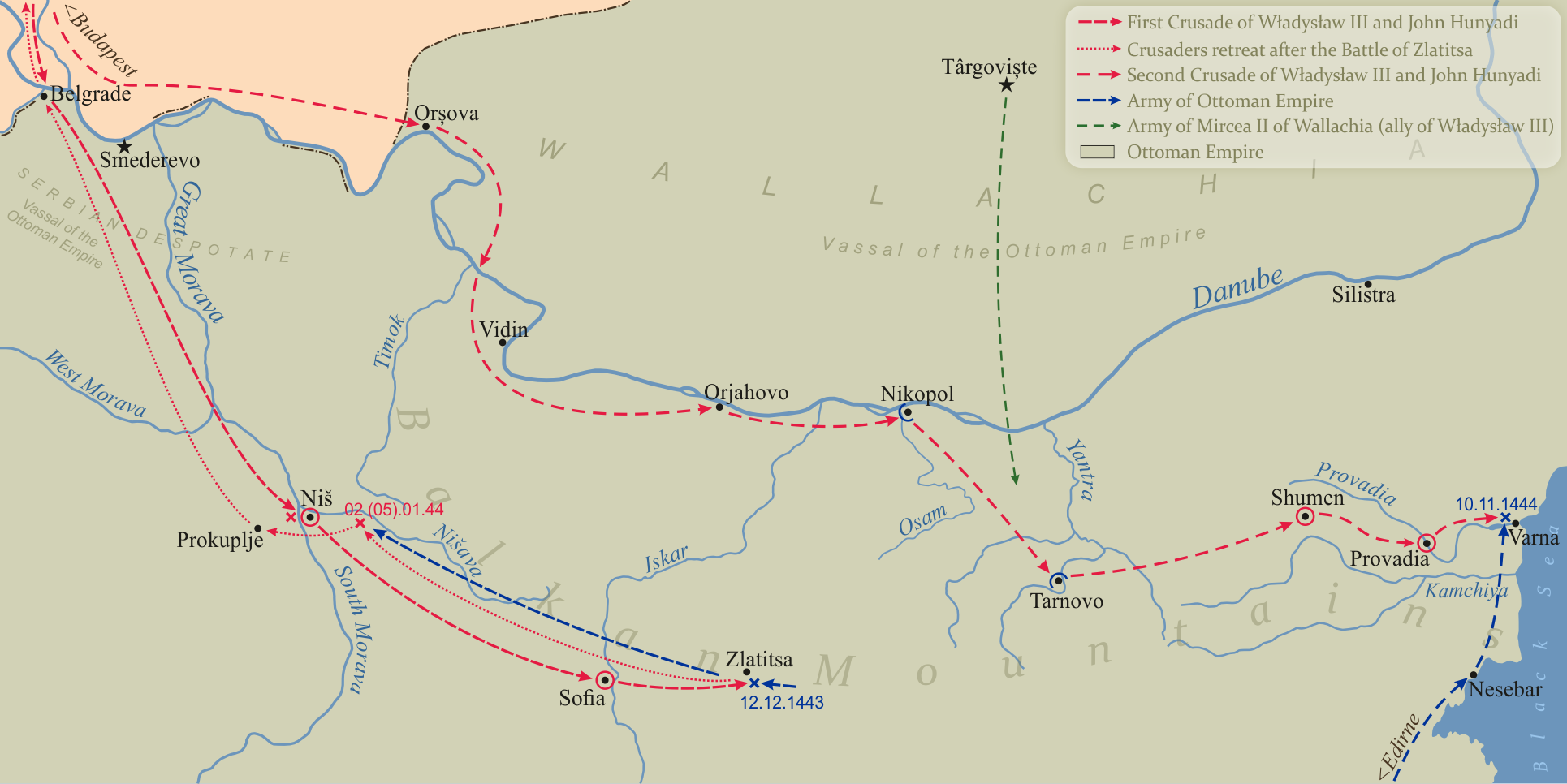
1443-1444年瓦爾納十字軍的路線圖，3萬大軍由國王烏拉斯洛一世和匈雅提領軍

1440年烏拉斯洛一世確認為匈牙利國王後，賜予匈雅提五個瓦拉幾亞的莊園，以回報他的支持。國王也致力於討伐土耳其的聖戰，組織起一支龐大的十字軍（三萬人），發動西方世界拯救東羅馬帝國的最後嘗試。1441-1442年的第一回戰事頗為順利，匈雅提先在1441年的赫爾曼施塔特戰役中大破鄂圖曼軍兩萬人，殺死土軍主帥梅西迪·貝伊，後來又在1442年以訓練精良的1.5萬大敗7萬的土耳其軍，讓他在基督世界享譽國際（被稱為土耳其剋星），並使威尼斯共和國和教皇尤金四世在財政上加碼支持。
1443年4月，瓦迪斯瓦夫三世國王和他的男爵決定對奧斯曼帝國發動一場大規模戰役在紅衣主教切薩里尼的調解下，瓦迪斯瓦夫三世與曾是拉迪斯勞斯五世孩子監護人的德國腓特烈三世達成停戰協議。停戰協定保證腓特烈三世在接下來的12個月內不會攻擊匈牙利。
匈雅提從自己的國庫中花費了大約 32,000 金弗羅林，僱用了超過10,000名僱傭兵。國王也集結了軍隊，增援部隊從波蘭和摩爾達維亞趕來。1443 年秋天，國王和匈雅提率領 25-27,000 人的軍隊出發出征。理論上瓦迪斯瓦夫三世指揮軍隊，但這場戰役的真正領導者是匈雅提。暴君杜拉·布蘭科維奇率領8,000人的軍隊加入了他們。

### 命运之战（1444-46）
儘管沒有擊敗奧斯曼帝國的主要軍隊，匈雅提的「長征」激起了整個基督教歐洲的熱情。教宗尤金尼烏斯、菲利普一世、勃艮地公爵和其他歐洲列強要求發起新的十字軍東徵，並承諾提供財政或軍事支持。在匈雅提的領導下，一個由貴族和神職人員組成的「政黨」的形成可以追溯到這個時期。他們的主要目的是保衛匈牙利對抗鄂圖曼帝國。根據杜拉·布蘭科維奇的一封信，匈雅提上半年花費了超過63,000金弗羅林來僱用僱傭兵。約翰‧維泰斯是匈牙利文藝復興時期人文主義的傑出代表，大約在那時成為匈雅提的密友。
基督教軍隊在奧斯曼領土上的推進也鼓勵了巴爾幹半島人民在奧斯曼帝國週邊地區起義。例如，阿爾巴尼亞貴族斯坎德培將奧斯曼人驅逐出克魯亞（Krujë）和他家族曾經佔據的所有其他堡壘。蘇丹穆拉德二世主要關注的是安納托利亞卡拉曼尼德王朝的叛亂，他向國王瓦迪斯瓦夫三世提出了慷慨的和平條件。他甚至承諾從塞爾維亞撤出奧斯曼駐軍，從而恢復塞爾維亞在獨裁者杜拉·布蘭科維奇統治下的半自治地位。他也提出了十年休戰協議。1444年6月12日，匈牙利特使在埃迪爾內接受了蘇丹的提議。
杜拉吉·布蘭科維奇（Durađ Brankovic) 對自己王國的恢復深感感激，於7月3日將其位於扎蘭德縣維拉戈斯（今羅馬尼亞希里亞）的莊園捐贈給匈雅提。 匈雅提提議國王瓦迪斯瓦夫三世確認有利條約，但紅衣主教切薩里尼敦促君主繼續十字軍東徵。8月4日，瓦迪斯瓦夫三世莊嚴宣誓，即使締結和平條約，也要在年底前對奧斯曼帝國發動攻擊。國王任命匈雅提於8月15日簽署和平條約。一週之內，杜拉季·布蘭科維奇將他在匈牙利王國的大片領土——包括德布勒森、蒙卡奇（今烏克蘭穆卡切沃）和納吉班亞（今羅馬尼亞巴亞馬雷）—抵押給匈雅提。
紅衣主教切薩里尼敦促瓦迪斯瓦夫三世國王遵守誓言，決定在秋天入侵奧斯曼帝國。根據紅衣主教的提議，他將保加利亞的王冠授予匈雅提。十字軍於 9 月 22 日離開匈牙利。他們計劃越過巴爾幹山脈向黑海挺進。他們預計威尼斯艦隊會阻礙蘇丹穆拉德將奧斯曼軍隊從安納托利亞轉移到巴爾幹地區，但熱那亞人卻將蘇丹的軍隊運送過達達尼爾海峽。11月10日，兩軍在瓦爾納附近發生衝突。

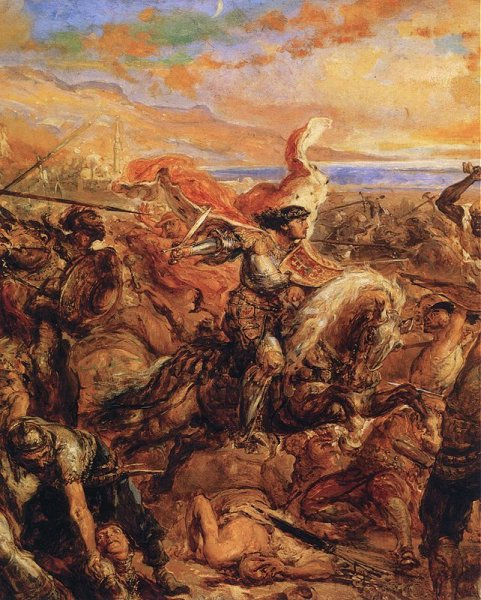
1444年在瓦爾納戰役中瓦迪斯瓦夫被长矛刺中脖子而死，这是东欧历史上的大事件。正如卡尔·马克思在《编年札记》中所写：「对波兰和希腊帝国而言，瓦尔纳战役——作为威尼斯与教廷阴谋的结果——是毁灭性的」。 瓦尔纳战役的结果使奥斯曼人在巴尔干地区的地位得以巩固。 削弱后的十字军于1448年在第二次科索沃战役中又遭到一次惨烈的失败，此后再也未能对奥斯曼帝国統治下的地區完成收復。 随后数年，穆拉德二世在巴尔干半岛上继续扩大战果，征服了摩里亚专制国。 君士坦丁堡的命运已成定局，滅亡只是时间问题。

儘管在數量上以二比一的劣勢，十字軍最初統治了戰場，對抗奧斯曼帝國。然而年輕的國王瓦迪斯瓦夫三世對禁衛軍發動了過早的攻擊並被殺。奧斯曼人利用十字軍的恐慌，全殲了他們的軍隊。匈雅提差點逃離戰場，卻被瓦拉幾亞士兵俘虜並囚禁。然而弗拉德·德拉庫不久就釋放了他。
當瓦爾納之戰纏鬥高峰、勝負未分之時，率領右翼奮戰的匈雅提派人請國王殿後指揮，切勿和土軍短兵相交，但年輕好勝的烏拉斯洛反而率親軍躍入前鋒，想穿越土耳其禁衛軍陣線、陣斬鄂圖曼蘇丹穆拉德二世，結果國王卻中伏墜馬、直接戰死，導致十字軍徹底崩潰（匈雅提拚死想搶回國王的遺體，但以失敗告終）。敗後的匈雅提死裡逃生，回到匈牙利。此時匈牙利的貴族會議只能承認年幼的拉斯洛五世為匈牙利國王（拉斯洛本人在奧地利被軟禁），但任命匈雅提為攝政王（由中小貴族一致推舉他），負責管理國家並行使大部分的王室特權。此時他擁有的土地已達80萬公頃，成為王國最富有的人，但他卻把大多數的收入用來組織軍隊，以對抗「巨大惡龍」一般的土耳其。
在1445年4月召開的下一屆匈牙利議會上，各階層決定，如果命運仍不明朗的瓦迪斯瓦夫三世國王在5月底尚未抵達匈牙利，他們將一致承認幼年的拉迪斯勞斯五世的統治。各階層也選出了包括匈雅提在內的七位“總隊長”，每一位都負責恢復分配給他們的領土上的內部秩序。匈雅提被指派管理蒂薩河以東的土地。他在這裡擁有至少六座城堡，並擁有約十個縣的土地，這使他成為其統治地區最強大的男爵。
匈雅提正計劃組織一場新的十字軍東徵來對抗奧斯曼帝國。為此，他於1445年致函教宗和其他西方君主。 9月，他在尼科波利斯會見了八艘勃艮第槳帆船的船長瓦爾蘭·德·瓦夫林（編年史家讓·德·瓦夫林的侄子）和瓦拉幾亞的弗拉德‧德拉庫爾，後者從奧斯曼人手中奪取了多瑙河下游沿岸的小型堡壘。不過，他並沒有冒與駐紮在河南岸的奧斯曼駐軍發生衝突的風險，並在冬季之前返回了匈牙利。弗拉德·德拉庫爾很快就與奧斯曼帝國締結了和平條約。

### 中間戰役（1446-48）
在此期間，匈雅提與土耳其人的作戰互有勝負，但曾在1448年於科索沃敗給鄂圖曼蘇丹穆拉德二世（兩萬匈軍敗給五萬土軍，匈死10,000、土死5000），在逃亡借道塞爾維亞時又被當地君主杜拉德·布蘭科維奇俘虜，幸好當地的東正教主教和偏匈牙利的貴族說服成功，讓他得以支付10萬弗羅林金幣以贖回人身自由。但是戰敗、受俘仍使他的威望降低許多。
1447到1451年間，匈雅提攻打約翰·吉斯克拉（捷克籍軍閥）四次，其中三次久攻不下撤退
，1451年第四次進攻時被突襲敗北，不再出兵。1450年匈雅提出兵攻打塞爾維亞，擊敗了布蘭科維奇並報復兩年前俘虜自己的仇恨；1451年雙方簽訂和約，互相交出侵占、攻陷的土地，但塞爾維亞賠償了15.5萬弗羅林金幣，同時布蘭科維奇的孫女和匈雅提的次子馬蒂亞訂下婚約，作為待在匈牙利的半個人質。

## 临危受命

### 勋建伊周（1446–56）

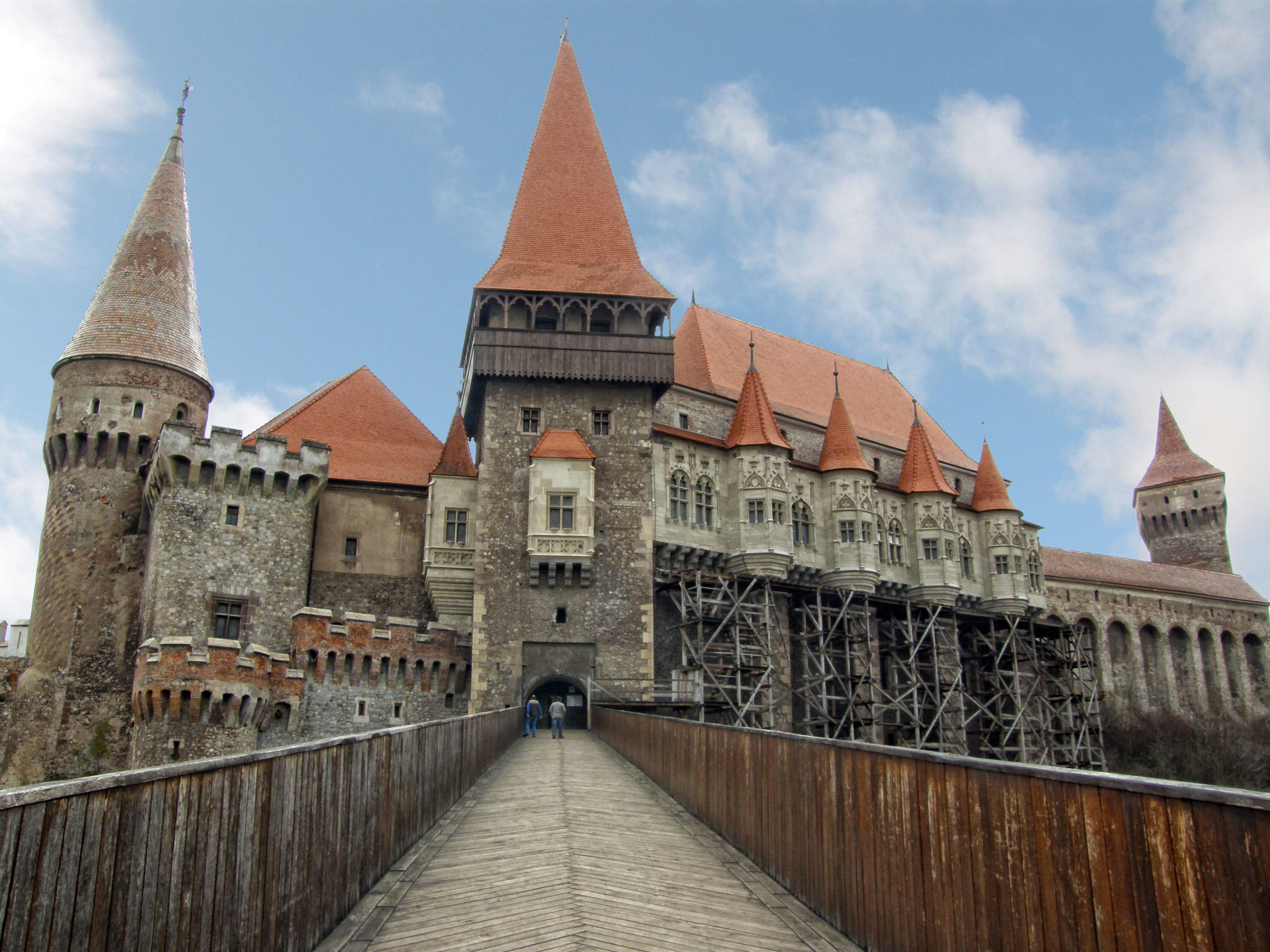
位于今日罗马尼亚胡内多阿拉的科尔温城堡（匈雅提城堡）主入口

约翰·匈雅提

1446年6月6日，王国的各等级议会推举匈雅提为摄政，并授予他「总督」的头衔。  
尽管匈雅提的当选主要是由小贵族推动的，但此时他已成为王国最富有的男爵之一，其领地面积超过了800,000公頃（2,000,000英畝）。  
匈雅提是当时少数将大量收入用于资助对奥斯曼战争的男爵之一，因此多年间他承担了战争的大部分开支。
作为总督，匈雅提被授权在少年国王瓦迪斯瓦夫五世在位期间行使大部分王权特权，例如，他可以进行土地赐予，但面积不得超过32户农民土地的规模。  
匈雅提试图安抚边境地区。  
当选后不久，他对采列的乌尔里希二世发动了未遂的军事行动。  
乌尔里希伯爵以斯拉沃尼亚总督（班）的头衔自任管理当地，并拒绝让位于匈雅提的任命者，匈雅提未能迫使他屈服。
匈雅提成功说服了布兰迪斯的扬·伊什克拉—这位控制了北部地区（今斯洛伐克）的捷克指挥官—于9月13日签订了三年停战协议。  
不过伊什克拉未能遵守停战，武装冲突仍持续不断。  
同年11月，匈雅提转而对抗拒绝释放瓦迪斯瓦夫五世并占据克塞格、绍普朗等西部城市的德意志国王腓特烈三世。  
匈雅提军队劫掠了奥地利、施蒂里亚公国、卡林西亚公国和卡尼奥拉公国，但并未爆发决定性战斗。  
1447年6月1日，与腓特烈三世达成了停战协议，尽管腓特烈放弃了杰尔，但其作为小国王监护人的地位得到了确认。  
议会感到失望，并在1447年9月选举了匈雅提的政敌之一瓦迪斯瓦夫·加赖为帕拉丁（大法官）。
匈雅提加快了与阿拉贡国王及那不勒斯国王阿方索五世的谈判。  
他甚至提出将王冠奉送给阿方索，以换取其参与反奥斯曼十字军并确认自己总督地位，但阿方索最终拒绝签署协议。
1447年12月，匈雅提入侵瓦拉几亚并废黜了弗拉德·德拉库尔。  
根据波兰编年史家扬·德乌戈什的记载，匈雅提「使自己承诺扶植为公爵的人失明」，并计划「吞并瓦拉几亚」。  
匈雅提自称为「外喀尔巴阡之地的沃伊沃德」，并在1447年12月4日的一封信中将特尔戈维什泰称为「我们的堡垒」。  
尽管现代学者仍有争议，但无疑匈雅提在瓦拉几亚扶植了一位新沃伊沃德，新任者可能是瓦拉几亚的弗拉迪斯拉夫二世（匈雅提在信中称其为亲属），或是巴萨拉布二世的儿子丹。

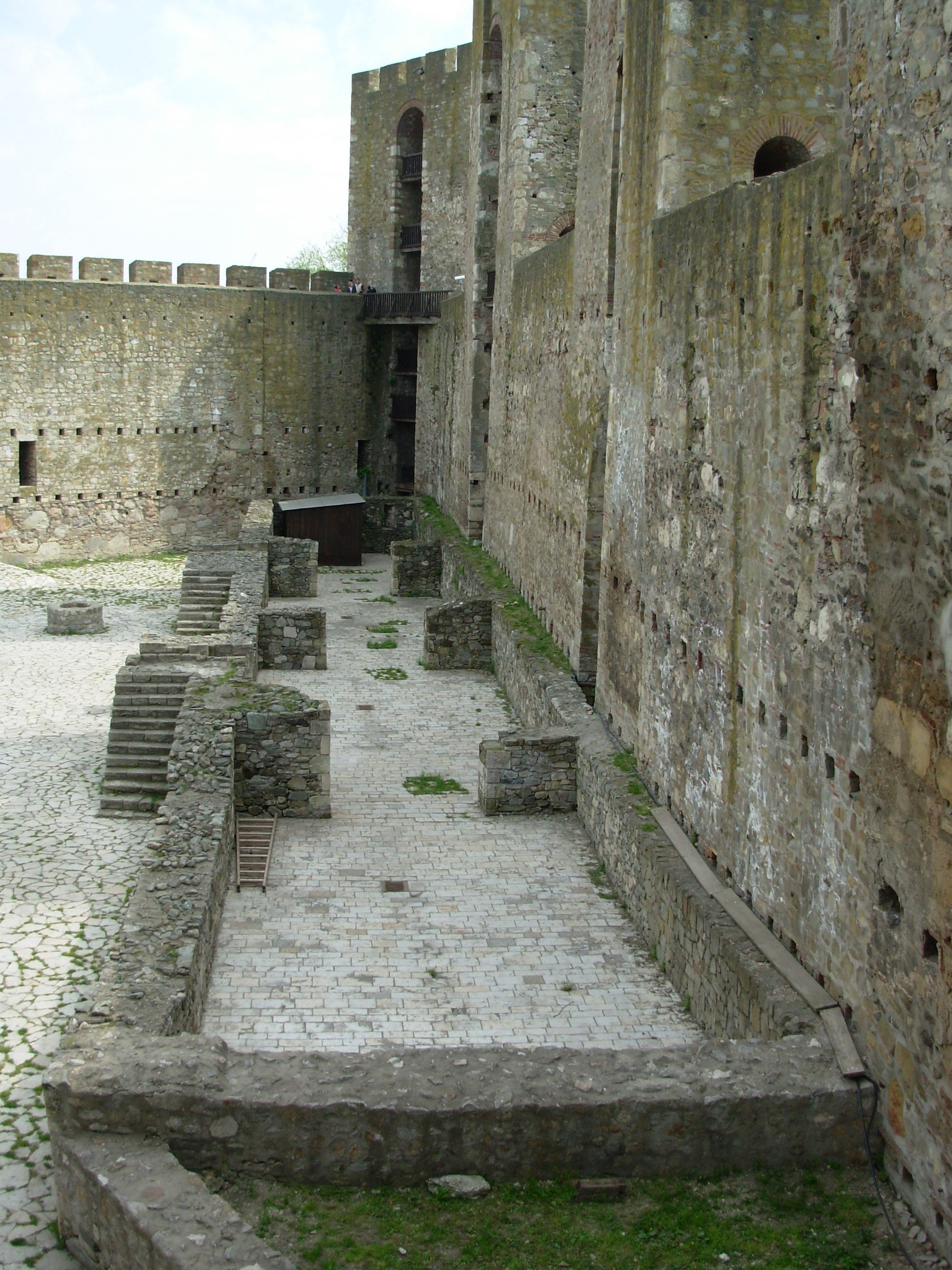
塞爾維亞君主杜拉德·布蘭科維奇的宮殿遺址，1448年匈雅提被塞人俘虜後，曾被關押在此處堡壘

1448年2月，匈雅提派遣军队前往摩尔达维亚支持觊觎者彼得三世夺取王位。  
作为交换，彼得承认匈雅提的宗主权，并协助匈雅提在下多瑙河畔的奇利亚维奇要塞驻扎了匈牙利守军。
匈雅提在1448年9月率领一支由16,000名士兵组成的军队出征，还有大约8,000名来自瓦拉几亚的士兵加入了这场战役。  
由于久尔久·布兰科维奇拒绝协助十字军，匈雅提将其视为奥斯曼帝国的盟友，并率军穿越塞尔维亚时劫掠乡村。  
为防止匈雅提与斯坎德培的部队会合，苏丹穆拉德二世于10月17日在科索沃波利耶与匈雅提军展开会战。  
这场持续三天的第二次科索沃战役以十字军的惨败告终。  
大约有17,000名匈牙利与瓦拉几亚士兵战死或被俘，匈雅提本人几乎无法逃脱战场。
在返程途中，匈雅提被久尔久·布兰科维奇俘获，并关押在斯梅代雷沃要塞内。  
布兰科维奇一开始打算将匈雅提交给奥斯曼人，但聚集在塞格德的匈牙利男爵与主教们劝说他与匈雅提议和。  
根据条约，匈雅提必须支付10万金币赎金，并归还从布兰科维奇处获得的所有领地，其长子瓦迪斯瓦夫·匈雅提被送往塞尔维亚作为人质。  
匈雅提获释，并于1448年12月底返回匈牙利。
战败及屈辱的和约削弱了匈雅提的政治地位。  
男爵与主教们确认了条约，并委托布兰科维奇与奥斯曼人谈判，匈雅提辞去了特兰西瓦尼亚沃伊沃德的职位。  
1449年秋，他进攻了由扬·伊什克拉及其捷克雇佣军控制的地区，但未能击败他们。  
另一方面，邻国的统治者——波斯尼亚国王斯捷潘·托马什与摩尔达维亚沃伊沃德博格丹二世——与匈雅提缔结了盟约，承诺忠于他。
1450年初，匈雅提与伊什克拉在梅佐克韦什德签署了和平条约，承认伊什克拉继续统治上匈牙利地区的许多繁荣城市，包括布拉迪斯拉发（今斯洛伐克布拉迪斯拉发）和科希策（今科希策）。
应匈雅提要求，1450年3月召开的议会下令没收布兰科维奇在匈牙利王国内的所有财产。  
匈雅提率军进攻塞尔维亚，迫使布兰科维奇释放了他的儿子。  
1450年7月17日，匈雅提、加赖·瓦迪斯瓦夫和乌伊拉基·尼古拉斯签订了盟约，承诺若瓦迪斯瓦夫五世归国，他们将互相支持保住各自的职位。
1450年10月，匈雅提与德意志皇帝腓特烈三世缔结和平，确认腓特烈继续作为瓦迪斯瓦夫五世的监护人八年。  
1451年8月，在乌伊拉基及其他男爵的调解下，匈雅提与布兰科维奇达成了和平协议，允许匈雅提以155,000金币赎回争议领地。
然而匈雅提对扬·伊什克拉发起新一轮军事行动，但在1451年9月7日于洛雄茨（今斯洛伐克卢琴茨）附近遭到惨败。  
在布兰科维奇的调解下，匈牙利与奥斯曼帝国于1451年11月20日签订了为期三年的停战协议。
1451年至1452年初，奥地利贵族反叛统治奥地利的德意志皇帝腓特烈三世。  
反叛领导人乌尔里希·艾青格请求波希米亚与匈牙利议会援助。  
匈牙利议会于1452年2月在布拉迪斯拉发集会，派遣代表团前往维也纳。  
1452年3月5日，奥地利与匈牙利议会共同要求腓特烈三世放弃对瓦迪斯瓦夫五世的监护权。  
腓特烈最初拒绝妥协，但联合的奥地利与波希米亚部队最终于9月4日迫使皇帝将小国王交给了采列伯爵乌尔里希。
与此同时，匈雅提与伊什克拉在克雷姆尼察签订了条约，允许伊什克拉保有莱瓦（今莱维采）以及在凯日马罗克和斯塔拉·卢博夫尼亚征收「三十分之一税」（贸易关税）的权利。
1452年9月，匈雅提派使者前往君士坦丁堡，承诺向拜占庭皇帝君士坦丁十一世提供军事援助，并要求以锡利夫里和米西夫里两座黑海沿岸要塞作为交换，但皇帝拒绝了。
匈雅提召集议会于布达举行，但男爵与主教们更倾向前往维也纳拜见瓦迪斯瓦夫五世。  
在维也纳举行的议会上，匈雅提正式辞去摄政职务，但1453年1月30日，国王任命他为「王国总司令」。  
国王还允许匈雅提继续掌管他当时所控制的王室城堡与收入。  
此外，瓦迪斯瓦夫五世将比斯特里察（今比斯特里察)授予匈雅提，并授予其「永久伯爵」称号，这是匈牙利王国首次授予世袭贵族称号。

### 保衛白城（1455-56）
1453年，土耳其蘇丹穆罕穆德二世攻陷君士坦丁堡，全歐震驚。1456年穆罕默德二世把攻陷君士坦丁巨牆的大砲指向匈國南方的要塞城市──貝爾格勒，展開貝爾格勒之圍。基督徒從來不知道有這樣厲害可怕的大砲。而守城主帥匈雅提使出他名垂千古的戰爭技巧和勇氣來領導抗戰。終於，由於城中對飢餓的煎熬使得五萬匈牙利軍對戰鬥麻痺，守城方出城瘋狂突襲，居然擊敗七萬的土耳其大軍並奪得大砲。穆罕穆德二世雖然親自上陣抵抗，結果大腿上中了一箭，昏死過去，被部下救回。他甦醒過來之後立即下令撤兵。讓匈雅提獲得決定性的勝仗。
圍城戰結束三個星期後，由於軍營中爆發鼠疫，匈雅提在（1456年）8月11日因鼠疫死去（享年50）。戰役前教皇命令歐洲教會在中午敲響他們的鐘聲，為那些正在戰鬥的人祈福；戰勝後基督教堂的鐘聲在中午響起，紀念貝爾格勒的勝利。

## 身後荣誉

### 正午钟声

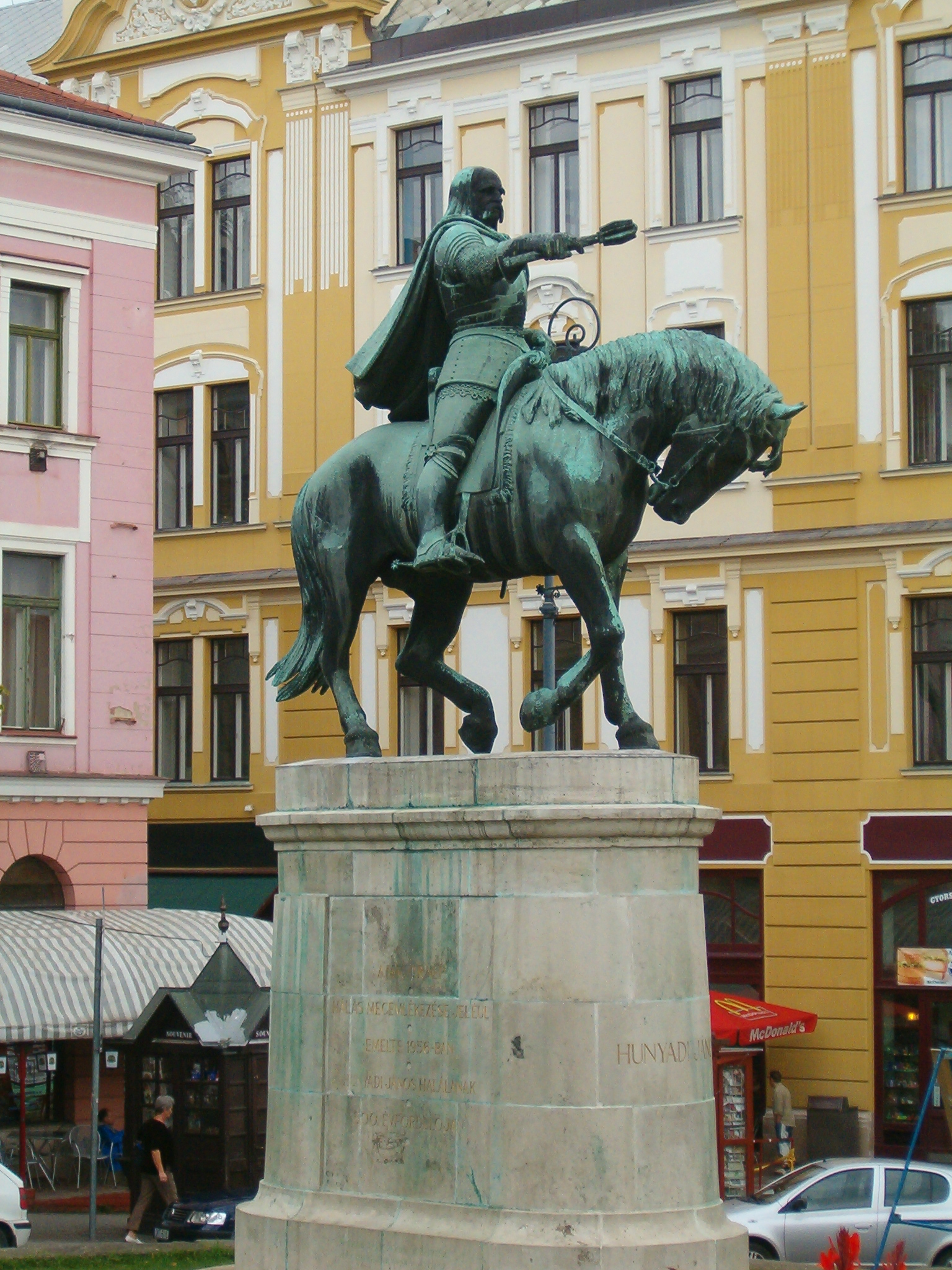
匈雅提的騎馬雕像

教宗卡利克斯圖斯三世下令歐洲各教堂每天中午敲響鐘聲，號召信徒為貝爾格萊德市的基督教捍衛者祈禱。中午鐘聲的做法傳統上歸因於貝爾格萊德勝利的國際紀念活動和教皇卡利克斯圖斯三世的命令。
即使在新教和東正教會中，這種習俗仍然存在。 在牛津大學的歷史上，這場勝利在英國也受到了鐘聲和盛大的慶祝活動的歡迎。 匈雅提派遣了一名特別信差（以及其他人）伊拉斯謨·富拉爾前往牛津，將勝利的消息傳達給牛津。

### 基督救星
他死後，匈牙利人尊他為最偉大的英雄，永遠懷念這位「白騎士」（正義騎士）。他的小兒子马加什一世藉由父親的威望與恩澤，在1458年被貴族們推選為匈牙利國王，更成為名垂千古的偉大英主。父子都被譽為反鄂圖曼併吞的捍衛者。
同時代的法國外交官菲利普·德·科米納將匈雅提描述為一位非常勇敢的紳士，稱他為
瓦拉幾亞的白騎士、一位無比榮耀和謙遜的人，長期以來統治著匈牙利王國，並與土耳其多次征戰。
同时代的拜占庭人为他作诗：
首先，我向希臘皇帝致敬

馬其頓的亞歷山大，奧林匹亞斯的兒子。

基督教皇帝，

並找到了十字架，強大的康斯坦丁。

第三位是絕對了不起的約翰皇帝。

怎樣寫一篇悼念他的文章

我的心該怎樣升起崇高的讚美呢？

因為就像上面提到的兩位皇帝

我也向上面的皇帝致以崇高的敬意。

羅馬教會是值得且適當的

以及整整一代東西方基督徒

恭敬地畫下現在的完整記憶。

誰在戰爭中成名

勇敢的人和膽怯的人以及所有世代，我說，

今天倒在匈牙利的約翰（亚诺什）面前，

尊崇他為騎士

今天尊他為皇帝，

與古老、強大、勇敢的參孫一起，

與可怕的亞歷山大和強大的君士坦丁。

我榮耀傳福音的人，我也榮耀先知，

和為基督而戰的強大聖徒，

其中，我要榮耀約翰皇帝。

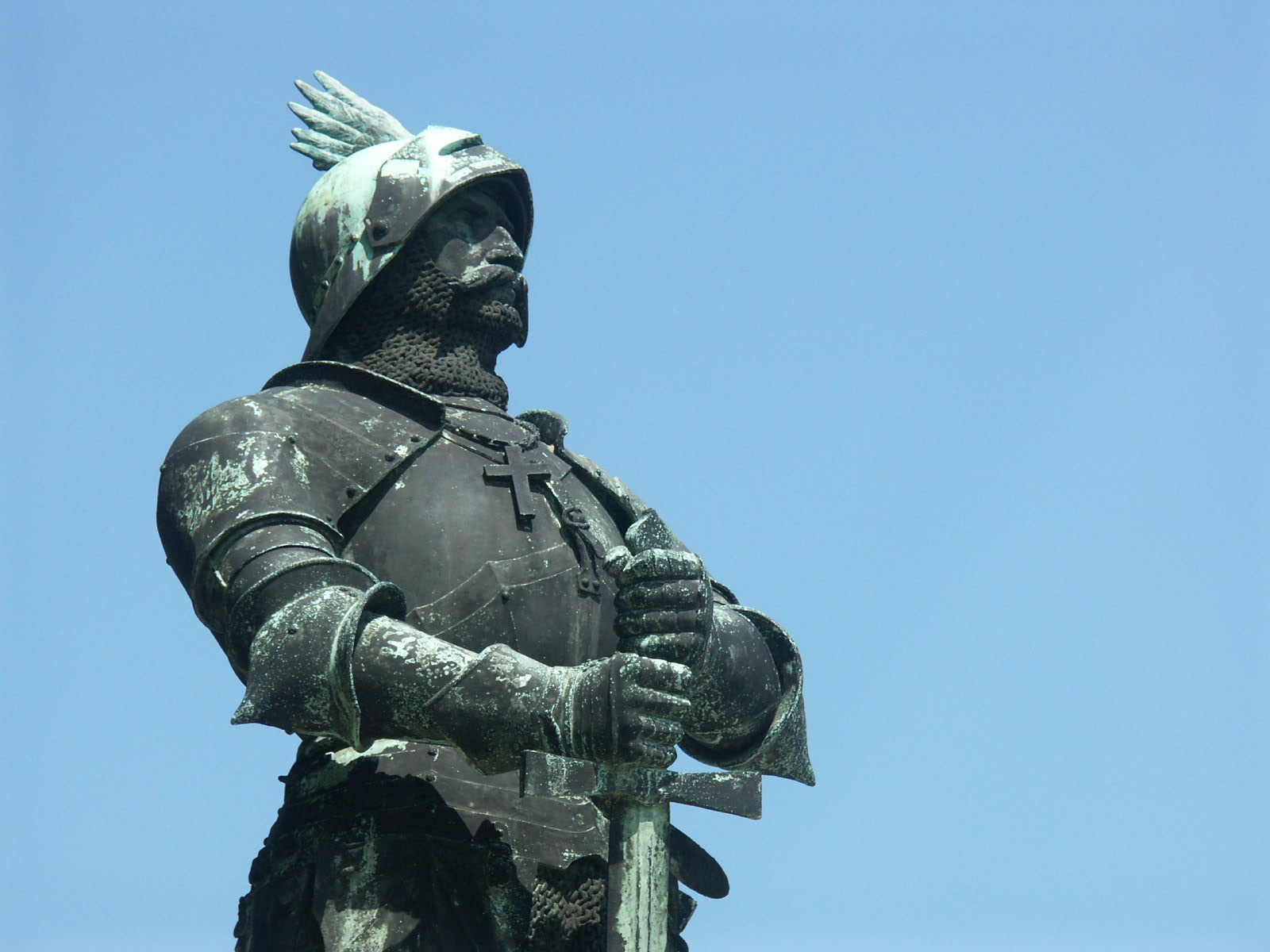
匈雅提的銅像

羅馬尼亞的史學家讚頌了匈雅提，並在羅馬尼亞歷史中替他擺上一個重要的地位。 然而，羅馬尼亞民族主義視他為馬札爾人，並沒有像匈牙利民族主義那樣擁護他、尊他為民族英雄。 直到20世紀下半的共產主義元首──尼古拉·齐奥塞斯库時代，為了民族共產主義的宣傳需要，遂將匈雅提塑造為羅馬尼亞的民族英雄。

## 文献

### 一手材料
- Aeneas Silvius Piccolomini: Europe (c. 1400–1458) (Translated by Robert Brown, introduced and commented by Nancy Bisaha) (2013). The Catholic University of America press. ISBN 978-0-8132-2182-3.
- The Annals of Jan Długosz (An English abridgement by Maurice Michael, with commentary by Paul Smith) (1997). IM Publications. ISBN 1-901019-00-4.

### 后世著作
- Jefferson, John. . Leiden: Brill Publishers. 2012. ISBN 978-90-04-21904-5.

- Babinger, Franz. . Princeton University Press. 1978. ISBN 0-691-09900-6.
- Bain, Robert Nisbet. . Chisholm, Hugh  (编).  13 (第11版). London: Cambridge University Press: 955–956. 1911.
- Bak, János. . Sugar, Peter F.; Hanák, Péter; Frank, Tibor  (编). . Indiana University Press. 1994: 54–82. ISBN 963-7081-01-1.
- Bartl, Július; Čičaj, Viliam; Kohútova, Mária; Letz, Róbert; Segeš, Vladimír; Škvarna, Dušan. . Bolchazy-Carducci Publishers, Slovenské Pedegogické Nakladatel'stvo. 2002. ISBN 0-86516-444-4.
- Boia, Lucian. . CEU Press. 2001. ISBN 963-9116-96-3.
- Bolovan, Ioan; Constantiniu, Florin; Michelson, Paul E.; Pop, Ioan Aurel; Popa, Cristian; Popa, Marcel; Scurtu, Ioan; Treptow, Kurt W.; Vultur, Marcela; Watts, Larry L. . The Center for Romanian Studies. 1997. ISBN 973-98091-0-3.
- Cartledge, Bryan. . C. Hurst & Co. 2011. ISBN 978-1-84904-112-6.
- Chadwick, H. Munro; Chadwick, Nora K. . Cambridge University Press. 2010. ISBN 978-0-521-31019-2.
- E. Kovács, Péter. . Officina Nova. 1990. ISBN 963-7835-49-0 （匈牙利语）.
- Engel, Pál. . I.B. Tauris Publishers. 2001. ISBN 1-86064-061-3.
- Engel, Pál. . Csukovits, Enikő  (编). . Osiris Kiadó. 2003: 512–526. ISBN 963-389-392-5.
- Fine, John V. A. . The University of Michigan Press. 1994. ISBN 0-472-08260-4.
- Hebron, Malcolm. . Clarendon Press. 1997. ISBN 0-19-818620-7.
- Kubinyi, András. . Balassi Kiadó. 2008. ISBN 978-963-506-767-1.
- Makkai, László. . Köpeczi, Béla; Barta, Gábor; Bóna, István; Makkai, László; Szász, Zoltán; Borus, Judit  (编). . Akadémiai Kiadó. 1994: 178–243. ISBN 963-05-6703-2.
- Molnár, Miklós. . Cambridge University Press. 2001. ISBN 978-0-521-66736-4.
- Mureşanu, Camil. . The Center for Romanian Studies. 2001. ISBN 973-9432-18-2.
- Pop, Ioan-Aurel. . Pop, Ioan-Aurel; Nägler, Thomas  (编). . Romanian Cultural Institute (Center for Transylvanian Studies). 2005: 247–298. ISBN 973-7784-00-6.
- Pop, Ioan-Aurel.  (PDF). Ethnographica et Folkloristica Carpathica (Debreceni Egyetem Néprajzi Tanszék). 2012,. 17 / 35: 11–40. ISSN 0139-0600.
- Stavrianos, L. S. . Hurst & Company. 2000. ISBN 978-1-85065-551-0.
- Tanner, Marcus. . Yale University Press. 2009. ISBN 978-0-300-15828-1.
- Teke, Zsuzsa. . Gondolat. 1980. ISBN 963-280-951-3 （匈牙利语）.
- Varga, Domokos. . Hungarian Cultural Foundation. 1982. ISBN 0-914648-11-X.
- Vaughan, Richard. . The Boydell Press. 2002. ISBN 978-0-85115-917-1.
- Wheatcroft, Andrew. . Basic Books. 2009. ISBN 978-0-465-01374-6.
- 周力行，《匈牙利史》，台北：三民書局，2013
- 溫蓋爾·馬加什 等著、李鴻臣 等譯，《匈牙利史》，哈爾濱：黑龍江人民出版社，1982
- （美）威爾·杜蘭著、幼獅文化公司譯，《世界文明史‧第六卷‧宗教改革》第一部第九章，北京：東方出版社，1998
- 《Aeneas Silvius Piccolomini: Europe (c. 1400-1458) (Translated by Robert Brown, introduced and commented by Nancy Bisaha) (2013). The Catholic University of America press. ISBN 978-0-8132-2182-3.
- The Annals of Jan Długosz (An English abridgement by Maurice Michael, with commentary by Paul Smith) (1997). IM Publications. ISBN 1-901019-00-4.

| 官衔                                         | 官衔                                                                                                   | 官衔                                         |
| -------------------------------------------- | --- | -------------------------------------------- |
| 前任者： 弗兰科·塔洛瓦克                     | 塞韦林总督 与小约翰·匈雅提（1439–1440年）共同任职 与尼古拉斯·乌伊拉基（1445–1446年）共同任职 1439–1446 | 繼任者： 职位空缺                            |
| 前任者： 瓦迪斯瓦夫·雅克奇 与米哈伊尔·雅克奇 | 特兰西瓦尼亚沃伊沃德 与尼古拉斯·乌伊拉基共同任职 1441–1446                                             | 繼任者： 尼古拉斯·乌伊拉基 与埃梅里克·贝贝克 |
| 前任者： 埃梅里克·贝贝克 与斯特凡·班菲       | 塞凯伊人伯爵 与尼古拉斯·乌伊拉基共同任职 1441–1446                                                     | 繼任者： 弗朗西斯·恰基                       |
| 前任者： 乔治·奥尔博纳斯                     | 特梅什县治安长 与尼古拉斯·乌伊拉基（1441–1446年）共同任职 1441–1456                                    | 繼任者： 瓦迪斯瓦夫·匈雅提                   |
| 前任者： 七位队长联合统治                    | 匈牙利摄政 1446–1453                                                                                   | 繼任者： 瓦迪斯瓦夫五世 以国王身份继位       |
| 前任者： 塞巴斯蒂安·罗兹戈尼                 | 波若尼县治安长 1450–1452                                                                               | 繼任者： 瓦迪斯瓦夫·匈雅提                   |
| 前任者： 采列伯爵乌尔里希二世                | 特伦琴县治安长 1454–1456                                                                               | 繼任者： 瓦迪斯瓦夫·匈雅提                   |